# اندیس هفت هر عقدا
هفت هر عقدا یک اندیس فلزی است که در حوالی شهر سروبالا استان یزد قرار دارد و مادهٔ معدنی موجود در آن، سرب و روی است.  